# SMS V 107
SMS V 107 – niemiecki niszczyciel z okresu I wojny światowej, trzecia jednostka typu V 105. Pierwotnie budowany dla Koninklijke Marine, miał nosić nazwę Z-3. Okręt wyposażony był w dwa kotły parowe opalane węglem (zapas paliwa 60 ton) i dwa opalane ropą (zapas paliwa 16,2 ton). Zatonął na minie nieopodal Lipawy 8 sierpnia 1915 roku .